# João Moutinho
João Filipe Iria Santos Moutinho ComM (Portimão, 8 de setembro de 1986) é um futebolista português que atua como médio no Braga da Primeira Liga.

## Clubes

### Sporting
Iniciou a sua formação nas escolas do Portimonense, na fase de "Escolinhas", e pouco depois seguiu a sua formação nas escolas do Sporting. Foi uma das primeiras revelações após a construção da Academia Sporting. Ascendeu à equipa principal do clube na temporada 2004–05 e, no mesmo ano, ganhou o prémio de "Jogador Revelação do Campeonato" da Super Liga.

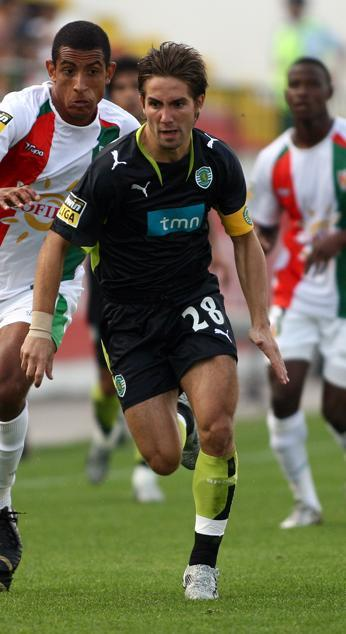
João Moutinho a jogar pelo Sporting contra o Estrela da Amadora.

Na temporada seguinte, firmou-se como titular da equipa e prova disso foi o facto de ter disputado todos os 34 jogos do Sporting na Primeira Liga.
Na temporada 2006–07, com a saída do capitão Ricardo Sá Pinto, os capitães sofreram alterações e Moutinho passou a ter o papel de terceiro capitão. Ainda nesta temporada, completou 84 jogos consecutivos e no dia 10 de março de 2007, no jogo contra o Estrela da Amadora, completou o centésimo jogo pelo Sporting.
Na temporada 2007–08, com as saídas de Custódio, Ricardo e Marco Caneira do Sporting, tornou-se capitão da equipa, com apenas 20 anos. No final dessa temporada, contraiu matrimónio com Ana Gomes, sua atual esposa e antiga colega na Escola Alfredo da Silva, sendo um amor antigo do jogador, mas que apenas se concretizou quando começou a jogar nos séniores do Sporting Clube de Portugal.
De acordo com o que o Correio da Manhã apurou, no dia 25 de julho de 2008, teve lugar um almoço polémico entre João Moutinho e o presidente do Porto, Jorge Nuno Pinto da Costa, na cidade do Porto. Este almoço contou ainda com a presença de mais duas pessoas ligadas ao Porto e o representante de Moutinho, o israelita Pini Zahavi. Era já conhecida a admiração que o presidente dos azuis e brancos tinha pelo internacional português, sendo que numa entrevista à revista ‘Visão’, Pinto da Costa afirmou a sua convicção de que João Moutinho era "um jogador à Porto".
Na pré-temporada 2008–09, no final de um jogo de preparação, chamou os jornalistas e disse que queria sair do Sporting ainda nessa temporada. Na altura falava-se do interesse do Everton no jogador, que teria feito uma proposta a rondar os 15 milhões de euros. Já próximo do final da temporada, o Sporting anunciou a renovação do contrato do jogador até junho de 2014.
A 13 de julho de 2009, recebeu o Prémio de Melhor Jogador Português do Ano, oferecido pela Rádio Clube Português.
Em 2010, Carlos Queiroz não selecionou o jogador para o Mundial, o que causou grande surpresa, uma vez que Moutinho foi regularmente convocado durante toda a eliminatória.

### Porto

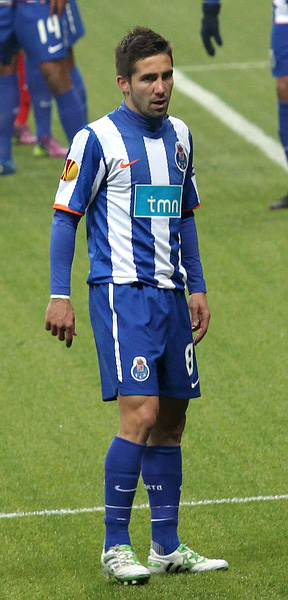
Moutinho quando atuava pelo Porto.

Na temporada 2010–11, no primeiro jogo oficial do Porto, foi titular e conquistou a Supertaça de Portugal. Durante a temporada, foi titular em mais de 50 jogos, contabilizando dois golos. Um destes golos foi na vitória, a contar para a Taça de Portugal, por 3 a 1 contra o Benfica, depois da derrota em casa por 2 a 0, levando o Porto à final, que mais tarde acabaria por vencer por 6 a 2. Conquistou também o seu primeiro Campeonato Português frente ao Benfica numa vitória fora por 2 a 1. Chegou à final da Liga Europa, onde venceu o seu primeiro título internacional, frente ao Braga, por 1 a 0. Durante a janela de transferências foi apontado a clubes como Milan, Juventus e Chelsea; no entanto acabou por permanecer no Porto.
Depois da saída de figuras importantes como Falcão e o treinador André Villas-Boas, a época 2011–2012 foi menos boa para o clube, embora João Moutinho se tenha destacado ainda mais. Conquistou mais uma vez a Supertaça de Portugal e a Primeira Liga, onde foi uma das principais figuras da competição. Apesar das boas exibições na maioria dos jogos, demonstrou novamente ser um jogador pouco goleador, embora um dos melhores médios da Europa no seu estilo de jogo de desmarcações e passes precisos. Depois da participação no Euro 2012, sendo uma das principais figuras do torneio, foi apontado a vários clubes como Barcelona, Tottenham e Paris Saint-Germain.
Na temporada 2012–2013, manteve o estatuto de melhor jogador do Porto, a par de James Rodríguez, depois de Hulk ter sido vendido ao Zenit. Conquistou a Supertaça contra a Académica por 1 a 0. Marcou um golo contra o Málaga a contar para os oitavos de final da Liga dos Campeões, apesar de estar fora-de-jogo. No entanto, o Porto foi eliminado após ser derrotado fora por 2 a 0. Conquistou o tricampeonato ao serviço do Porto e chegou à final da Taça da Liga que acabou por perder frente ao Braga. Foi considerado o melhor jogador do clube na época 2012–13.

### Mónaco
Em 2013, foi vendido ao Mónaco, juntamente com seu companheiro de clube James Rodríguez. Moutinho assinou por cinco temporadas com o clube monegasco. Foi campeão da Ligue 1 em 2017 e nesse mesmo ano o clube chegou à semifinal da Liga dos Campeões.

### Wolverhampton
A 24 de julho de 2018, assinou por duas temporadas com o Wolverhampton, que voltou a disputar a Premier League. Em 2018 foi considerado o melhor jogador dos Wolves pela própria claque.
Em julho de 2022, Moutinho renovou com o Wolverhampton por mais uma temporada.
João Moutinho deixou o Wolverhampton no fim do contrato após cinco épocas, ele contou sete golos nas 146 ocasiões que vestiu a camisola dos Quinas.

## Seleção Nacional
Estreou-se pela Seleção Portuguesa principal no dia 17 de agosto de 2005, num amigável contra o Egito. Disputou os Mundiais de 2014 e 2018, além dos Europeus de 2008, 2012 e 2016, no qual foi campeão.
A 10 de julho de 2016, foi feito Comendador da Ordem do Mérito.
Atualmente, é o segundo jogador com mais jogos por Portugal, atrás de Cristiano Ronaldo.

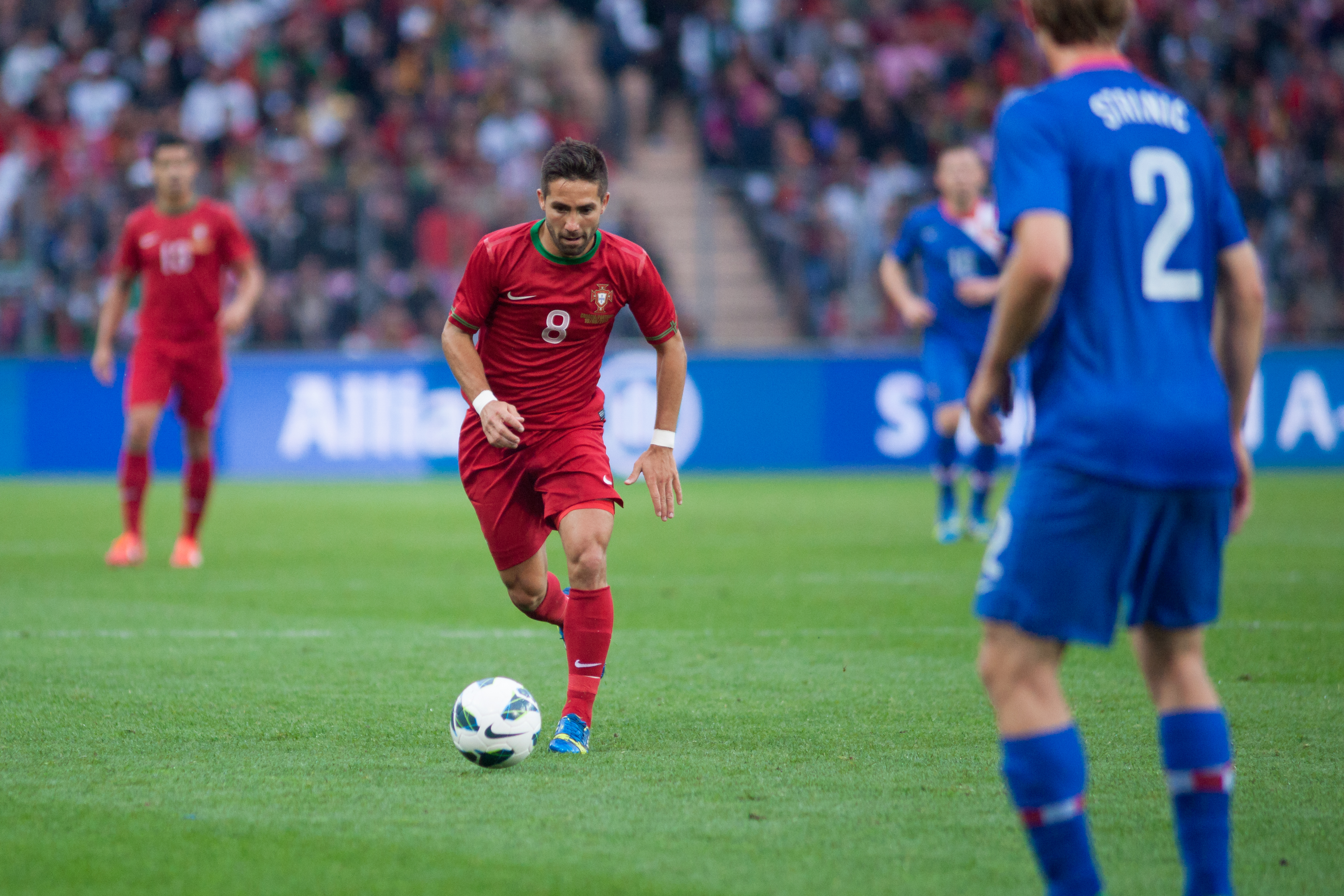
João Moutinho num jogo contra a Croácia.

## Títulos
Sporting
- Taça de Portugal: 2006–07, 2007–08
- Supertaça de Portugal: 2007, 2008

Porto
- Supertaça de Portugal: 2010, 2011, 2012
- Campeonato Português: 2010–11, 2011–12, 2012–13
- Taça de Portugal: 2010–11
- Liga Europa da UEFA: 2010–11

Mónaco
- Campeonato Francês: 2016–17

Wolverhampton
- Troféu Premier League Ásia: 2019

Braga
- Taça da Liga: 2023–24

Seleção Portuguesa
- Eurocopa: 2016
- Liga das Nações da UEFA: 2018–19

### Prémios individuais
- 76º melhor jogador do ano de 2012 (The Guardian)[13]